# Trofeo de la Cerámica

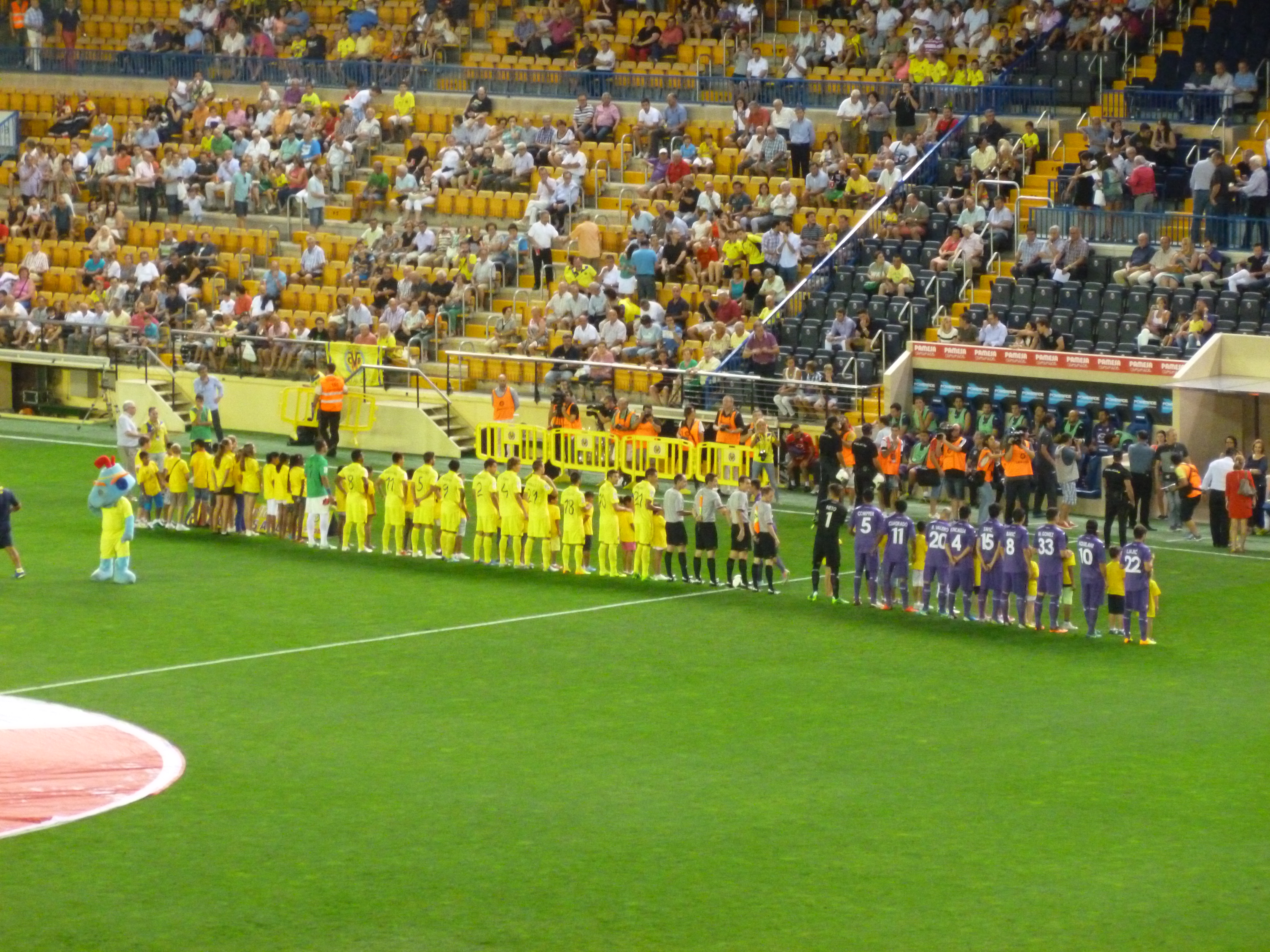
Formaciones iniciales del Villarreal Club de Fútbol y de la Fiorentina, en el partido del Trofeo de la Cerámica de 2013 jugado en el Madrigal de Villarreal

El Trofeo de la Cerámica (en valenciano: Trofeu de la Ceràmica) es un torneo futbolístico de carácter amistoso que se celebra desde el año 2000 en Villarreal (Castellón) España, durante la pretemporada del mes de agosto, poco antes del comienzo del campeonato nacional de fútbol (Liga Española). Dicho torneo es organizado por el Villarreal CF.
El trofeo toma el nombre de la principal actividad industrial de la comarca (la Plana Baja)(en Valenciano: Plana Baixa) , la industria de la cerámica, de la que Villarreal es una de las principales ciudades productoras.
La primera edición, sin ir más lejos, fue a parar a las vitrinas del PSG francés gracias a dos goles del catalán De Lucas, mientras que por los amarillos el encargado de anotar fue el incombustible Gica Craioveanu. Para hacerse con su primera edición del torneo, los de La Plana tuvieron que esperar un año más (edición de 2002, victoria en los penaltis frente al PSV), ya que en 2001 la victoria fue para el Valencia en un triangular en el que también participó el CD Castellón.
En 2003, el Villarreal repitió victoria pero esta vez en forma de triangular y tras medirse con Castellón y Peñarol. Un año después, el Levante se llevaba el triunfo tras derrotar –por primera y última vez en la historia de la competición- en la tanda de penaltis. En 2005, los amarillos sumaron su tercer título después de ganar al Peñarol en los penaltis, mientras que en el 2006 la victoria fue para el Mónaco.
De 2007 a 2009 todos los rivales fueron italianos, con desiguales resultados para los amarillos. El primero (2007), el Livorno, que vio como el trofeo se le escapaba en los penaltis. En 2008 y 2009 la victoria fue para Udinese y Genoa, mientras que el 2010 el Villarreal recuperó el cetro con un triunfo ante los turcos de nuevo desde los once metros (6-5). En 2011 volvió a ser un equipo italiano, esta vez la Lazio, en el que se impuso el Villarreal, por 3-1, con goles de Rossi, Cani y Wakaso. Cissé hizo el gol de la Lazio.

## Campeones
| Año  | Campeón             | Resultado | Subcampeón     | Notas                                                                                  |
| ---- | ------------------- | --------- | -------------- | -------------------------------------------------------------------------------------- |
| 2000 | París Saint-Germain | 2-1       | Villarreal CF  |                                                                                        |
| 2001 | Valencia CF         | -         | Villarreal CF  | Triangular: Villarreal 2-1 Castellón; Valencia 2-0 Castellón; Valencia 1-0 Villarreal. |
| 2002 | Villarreal CF       | 1-1       | PSV Eindhoven  | Villarreal gana en los penaltis por 5-4.                                               |
| 2003 | Villarreal CF       | -         | CA Peñarol     | Triangular: Villarreal 1-1 Castellón; Castellón 1-2 Peñarol; Villarreal 2-1 Peñarol.   |
| 2004 | Levante UD          | 3-3       | Villarreal CF  | Levante gana en los penaltis por 6-5.                                                  |
| 2005 | Villarreal CF       | 2-2       | CA Peñarol     | Villarreal gana en los penaltis por 5-4.                                               |
| 2006 | AS Mónaco           | 2-1       | Villarreal CF  |                                                                                        |
| 2007 | Villarreal CF       | 2-2       | AS Livorno     | Villarreal gana en los penaltis por 4-3.                                               |
| 2008 | Udinese Calcio      | 1-0       | Villarreal CF  |                                                                                        |
| 2009 | Genoa CFC           | 2-1       | Villarreal CF  |                                                                                        |
| 2010 | Villarreal CF       | 2-2       | Beşiktaş JK    | Villarreal gana en los penaltis por 6-5.                                               |
| 2011 | Villarreal CF       | 3-1       | SS Lazio       |                                                                                        |
| 2012 | Villarreal CF       | 2-1       | Levante UD     |                                                                                        |
| 2013 | Villarreal CF       | 2-0       | ACF Fiorentina |                                                                                        |
| 2014 | Villarreal CF       | 4-2       | US Sassuolo    |                                                                                        |
| 2015 | Villarreal CF       | 2-0       | Levante UD     |                                                                                        |
| 2025 | Aston Villa         | 2-0       | Villarreal CF  |                                                                                        |

## Palmarés
| Equipo              | Títulos | Subtítulos | Años campeón                                               | Años subcampeón                    |
| ------------------- | ------- | ---------- | ---------------------------------------------------------- | ---------------------------------- |
| Villarreal CF       | 10      | 6          | 2002, 2003, 2005, 2007, 2010, 2011, 2012, 2013, 2014, 2015 | 2000, 2001, 2004, 2006, 2008, 2009 |
| Levante UD          | 1       | 1          | 2004                                                       | 2012                               |
| París Saint-Germain | 1       | -          | 2000                                                       | -                                  |
| Valencia CF         | 1       | -          | 2001                                                       | -                                  |
| AS Mónaco           | 1       | -          | 2006                                                       | -                                  |
| Udinese Clacio      | 1       | -          | 2008                                                       | -                                  |
| Genoa CFC           | 1       | -          | 2009                                                       | -                                  |
| Aston Villa         | 1       | -          | 2025                                                       |                                    |
| CA Peñarol          | -       | 2          | -                                                          | 2003, 2005                         |
| PSV Eindhoven       | -       | 1          | -                                                          | 2002                               |
| AS Livorno          | -       | 1          | -                                                          | 2007                               |
| Beşiktaş JK         | -       | 1          | -                                                          | 2010                               |
| SS Lazio            | -       | 1          | -                                                          | 2011                               |
| ACF Fiorentina      | -       | 1          | -                                                          | 2013                               |
| US Sassuolo         | -       | 1          | -                                                          | 2014                               |